# Педди, Шей
Шейлани «Шей» Мари Педди (англ. Sheylani "Shey" Marie Peddy; род. 28 октября 1988 в Бостоне, Массачусетс) — американская профессиональная баскетболистка, выступавшая в женской национальной баскетбольной ассоциации. Была выбрана на драфте ВНБА 2012 года во втором раунде под общим двадцать третьим номером командой «Чикаго Скай». Играет на позиции разыгрывающего защитника. В настоящее время пребывает в качестве свободного агента.

## Ранние годы
Шей родилась 28 октября 1988 года в городе Бостон (штат Массачусетс) в семье Терранса Уильямса и Лизы Педди, у неё есть брат, училась же в соседнем городе Мелроз в одноимённой средней школе, в которой выступала за местную баскетбольную команду.